# Fredrik von Gerber
Fredrik von Gerber, född 22 juni 1958 i Farsta, är en svensk musiker. Han är känd för att ha varit trummis i banden Noice och Easy Action.

## Biografi
von Gerber var trumslagare i stockholmsbandet Intermezzo, där bland andra Orup ingick. Han kom sedan i kontakt med popgruppen Noice och hoppade in som trummis där 1980 efter Robert Klasen. Efter bråk om bandets utveckling hoppade han och sångaren Hasse Carlsson av 1982.
Perioden efter Noice gjorde von Gerber en kort solokarriär. Därefter spelade han i ett flertal svenska hårdrocksband, däribland Easy Action, Bam Bam Boys, Rat Bat Blue och Red Fun. Han har även spelat i Noice under senare år: 1991, 1995–1996 och 2004–2005.

## Diskografi i urval

### Intermezzo
- 1979 – Intermezzo
- 1980 – Pansarjazz

### Noice
- 1981 – Det ljuva livet
- 1982 – Europa (trummor på "Jag frågar (du svarar))
- 1995 – Vild vild värld
- 2004 – 2004

### Solo
Studioalbum
- 1982 – Gjord i glas

Singlar
- 1982 – "Innegay" / "Våldsam och het"
- 1982 – "De e bara du" / "I dina ögon"
- 1982 – "Ge mej tid" / "Nattjam"

### Easy Action
- 1983 – Easy Action
- 1985 – That Makes One